# Imperatrix (piroscafo)
L'Imperatrix  fu un piroscafo da carico e trasporto passeggeri austro-ungarico affondato per urto contro gli scogli a Creta il 22 febbraio 1907, con la morte di 38 persone.

## Storia
Il piroscafo Imperatrix, così come il gemello Imperator, fu costruito preso l'Arsenale di Trieste su commissione dello Österreichischer Lloyd. La nave aveva un dislocamento 4.194 tonnellate di stazza lorda, disponeva di uno scafo dotato di sei paratie stagne e di un doppio fondo che poteva contenere 290 tonnellate d'acqua di zavorra, un cassero centrale, aveva velocità di 16 nodi con l'apparato motore che azionava una singola elica. L'Imperatrix, così come l'Imperator, fu assegnato alle più prestigiose linea di collegamento con l'India, che attraverso il canale di Suez consentivano di raggiungere Bombay, in 18 giorni. L'abbreviazione radiofonica della nave era "HKTD". Essa disponeva di un proprio ufficio postale, il cui codice postale era "LV". Il suo primo capitano fu F. Egger. 
Il 21 febbraio 1907 il piroscafo Imperatrix navigava nel Mediterraneo orientale con destinazione finale Bombay. L'unità era al comando del capitano Giovanni Ghezzo, ed aveva a bordo 140 tra membri dell'equipaggio e passeggeri (tra cui due bambini e quattro suore) oltre a un carico di zucchero sfuso e merci varie. Verso la sera di quel giorno l'Imperatrix fu investito in pieno da una burrasca dopo aver doppiato in perfetta rotta, otto miglia al largo, l'isola di Sapienza e Capo Matapan, propaggini meridionali del Peloponneso.
La nave diresse poi verso l'isola di Gozzo per mettere poi la prora qualche grado a sinistra in mare aperto sulla rotta verso Porto Said. Il mare era grosso con onde stimate di 3 metri, il cielo coperto da dense nuvole che rendevano l'oscurità completa, con il piroscafo che avanzava alla velocità di 13 nodi. Alla mezzanotte di quel giorno avvenne il  cambio di guardia in plancia, con il terzo ufficiale, capitano Mario Olivetti, che trasmise le consegne al secondo ufficiale, capitano Arrigo Feriancich con il compito di provvedere a periodiche correzioni di rotta a dritta per compensare la deriva a sinistra provocata dalla burrasca, in modo da doppiare il Capo Crio di Candia su di una rotta di sicurezza.
La guardia del capitano Feriancich terminava alle ore 4:00 ed era salito in plancia il capitano Picciola allorché alle ore 4:10, mentre il Feriancich stava scendendo di sotto, la nave urtò con la carena contro un ostacolo sommerso che la fece vibrare violentemente. Dapprima fu ipotizzata la rottura di una pala dell'elica, ma ben presto ci si accorse che l'Imperatrix era finito contro gli scogli di fronte alle rocce dell'isoletta di Elafonīsi, immediatamente a sud di Capo Crio. A causa di una corrente eccezionalmente forte, e con il vento che era girato nelle ultime ore, il piroscafo aveva avuto una rotta reale ben diversa da quella stimata, risultando fuori rotta di circa 60 miglia nautiche. La nave aveva colpito gli scogli con la poppa, e l'estensione degli squarci riportati vanificò la funzione delle paratie stagne con l'acqua che iniziò a invadere lo scafo. Il comandante Ghezzo ordinò all'equipaggio e ai passeggeri di andare tutti a prora, nel tentativo di contenere l'entrata delle acque alleggerendo la poppa, ma fu inutile ed essa andò sotto l'acqua in meno di cinque minuti. Quando l'acqua raggiunse le caldaie venne a mancare del tutto il vapore e la nave piombò nell'oscurità, con l'equipaggio che fu preso dal panico, così come i passeggeri, mentre gli ufficiali cercarono, invano, di riportare l'ordine.  
Per conoscere l'entità dei danni il carpentiere Emilio Morescutti scese nei sottoponti al fine di scandagliare le stive inondate, mentre sembrava che la nave potesse affondare da un momento all'altro.
Fu dato a tutti l'ordine di rimanere a bordo ma circa 40 membri dell'equipaggio persero la testa e salirono su una scialuppa di salvataggio che fu calata in mare. Poco dopo essa si capovolse a causa del mare grosso, e perirono così 32 austriaci e 8 indiani.
A bordo erano rimasti, privi di ogni mezzo di comunicazione con la costa che non distava più di 120–130 metri, il comandante Ghezzo e gli ufficiali che avevano radunato i passeggeri a gruppi nei posti più riparati, ma nessuna azione di salvataggio poté essere intrapresa e così trascorse l'intera giornata di venerdì 22 febbraio. Il mattino di sabato 23 il vento e il mare cominciarono a calare di violenza e si decise quindi di costruire una piccola zattera improvvisata utilizzando il legname che faceva parte del carico, ed il capitano Olivetti, il cameriere Vidiak e il sottocuoco Dinelli tentarono di compiere la breve traversata ma dovettero ritornare a bordo stremati. Ripeterono subito il tentativo i capitani Feriancich e Picciola, coadiuvati da uomo dell'equipaggio, e dopo un'ora di tentativi, grazie anche all'aiuto di un cretese che, scendendo al limite della scogliera, aveva gettato una cima riuscirono ad arrivare a riva. Sulla costa si era radunato un piccolo gruppo di uomini, tra i quali anche un gendarme, e un pastore compì 14 ore a dorso di mulo per andare a dare l'allarme all’agenzia del Lloyd di La Canea. Dalla vicina baia di Suda partirono subito a tutto vapore alcune navi militari italiane, francesi e russe che vi stazionavano.
Nel frattempo era stato possibile tendere una gomena tra il relitto e la terraferma grazie alla quale inizio il trasferimento verso terra di tre uomini alla volta a mezzo di zatterini di fortuna. Alla sera erano giunte a terra 41 persone e altre 37, tra le quali tutte le donne e i bambini, rimasero a bordo. I soccorsi furono organizzati dall'abate e dai monaci del monastero di Chrisoskalitissa, che rifornirono i naufraghi di cibo e vestiti.
Prima nave ad arrivare sul luogo del disastro fu la torpediniera della Rossijskij Imperatorskij Flot No.212 seguita dall'incrociatore protetto Chiwinez, seguito da quello francese Faucon e dalla cannoniera italiana Curtatone che imbarcarono i superstiti, molti dei quali erano feriti. Arrivò successivamente il piroscafo del Lloyd Castore da 1.859 tsl, al comando del capitano Giuseppe Bartole, proveniente dal Mar Nero, e che era stato lì dirottato per raccogliere i superstiti e valutare un eventuale recupero del piroscafo.
Imbarcati tutti superstiti (uno era rimasto ricoverato presso l'ospedale italiano di La Canea) il Castore salpò per raggiungere Trieste. A Creta rimasero lo scafo dell'Imperatrix, di cui era apparso impossibile il disincaglio, e le 38 vittime, di cui solo 17 ebbero sepoltura.  I danni materiali, senza contare l’elevato valore del carico, furono valutati in 330.000 corone. Solo uomo era morto a bordo al momento dell'urto, un giovane allievo cameriere. Pochi giorni dopo il relitto dello Imperatrix si capovolse ed affondò definitivamente in dieci metri d'acqua.
I resti dell'Imperatrix giacciono a una profondità di circa 10 m e possono essere raggiunti solo in barca e con tempo calmo. Gran parte del carico, dei macchinari e altri oggetti sono stati recuperati negli anni successivi all'affondamento. Il naufragio dell'Imperatrix fece sì che fosse costruito un faro sull'isola che venne distrutto nel 1945 quando le truppe tedesche si ritirarono da Creta, ma fu poi ricostruito.

### Annotazioni
1. ↑  Con il tempo buono la distanza distanza di sicurezza era ritenuta di 3-4 miglia.
2. ↑  Il cuoco Eugenio Andreuzzi, aiutato dal cameriere Edoardo Peteani, cercò di ristorare i naufraghi mentre quattro monache non cessarono di pregare con serena rassegnazione.

### Fonti
1. 1 2  Wrecksite.
2. ↑  Earl of Cruise.
3. 1 2 3 4 5 6 7 8 9 10 11  Creta Gazette.
4. 1 2 3 4 5 6 7 8 9 10 11 12 13 14 15 16 17 18 19 20 21 22 23  Cherini.